# Džonsova oksidacija
Džonsova oksidacija (engl. Jones oxidation) je hemijska reakcija opisana kao oksidacija hromnom kiselinom primarnih i sekundarnih alkohola u karboksilne kiseline i ketone, respektivno. Džonsov reagens - rastvor hrom trioksida u koncentrovanoj sumpornoj kiselini – se koristi kao oksidaciono sredstvo.
Džonsov reagens takođe kompletno oksiduje aldehide u karboksilne kiseline.
Rastvarač aceton ima primetnog uticaja na osobine hromne kiseline. Oksidacija je veoma brza, egzotermna, i prinosi su tipično visoki. Ovaj reagens retko oksiduje nezasićene veze.
Hromijum ostatak je veoma toksičan, i mora se obratiti pažnja da je uklonjen na korektan način.

## Literatura
- E. J. Eisenbraun (1973). „Cyclooctanone”. Org. Synth.; Coll. Vol., 5, стр. 310
- J. Meinwald; J. Crandall; W. E. Hymans (1973). „Nortricyclanone”. Org. Synth.; Coll. Vol., 5, стр. 866
- Bowden, K.; Heilbron, I. M.; Jones, E. R. H (1946). „13. Researches on acetylenic compounds. Part I. The preparation of acetylenic ketones by oxidation of acetylenic carbinols and glycols”. J. Chem. Soc.: 39. doi:10.1039/jr9460000039.
- Heilbron, I.M.; Jones, E.R.H.; Sondheimer, F (1949). „129. Researches on acetylenic compounds. Part XV. The oxidation of primary acetylenic carbinols and glycols”. J. Chem. Soc.: 604. doi:10.1039/jr9490000604.
- Bladon, P; Fabian, Joyce M.; Henbest, H. B.; Koch, H. P.; Wood, Geoffrey W. (1951). „532. Studies in the sterol group. Part LII. Infra-red absorption of nuclear tri- and tetra-substituted ethylenic centres”. J. Chem. Soc.: 2402. doi:10.1039/jr9510002402.
- Jones, E. R. H (1953). „92. The chemistry of the triterpenes. Part XIII. The further characterisation of polyporenic acid A”. J. Chem. Soc.: 457. doi:10.1039/jr9530000457.
- Jones, E. R. H (1953). „520. The chemistry of the triterpenes and related compounds. Part XVIII. Elucidation of the structure of polyporenic acid C”. J. Chem. Soc.: 2548. doi:10.1039/jr9530002548.
- Jones, E. R. H (1953). „599. The chemistry of the triterpenes and related compounds. Part XIX. Further evidence concerning the structure of polyporenic acid A”. J. Chem. Soc.: 3019. doi:10.1039/jr9530003019.
- C. Djerassi; R. Engle; A. Bowers (1956). „Notes – The Direct Conversion of Steroidal Δ5-3β-Alcohols to Δ5- and Δ4-3-Ketones”. J. Org. Chem. 21 (12): 1547—1549. doi:10.1021/jo01118a627.